# Hygrobates neocalliger
Hygrobates neocalliger är en kvalsterart som beskrevs av Herbert Habeeb 1957. Hygrobates neocalliger ingår i släktet Hygrobates och familjen Hygrobatidae. Inga underarter finns listade i Catalogue of Life.